# Santa Lucía del Este
Santa Lucía del Este est une station balnéaire uruguayenne du département de Canelones, rattachée à la municipalité de La Floresta.

## Localisation
La localité se situe au sud-est du département de Canelones, sur les rives du Rio de la Plata au niveau du kilomètre 68 de la ruta Interbalnearia. C'est l'une des stations balnéaires de la Costa de Oro, bordée par celles de Araminda à l'ouest et de Biarritz à l'est.

## Population
| Année | Population |
| ----- | ---------- |
| 1963  | 131        |
| 1975  | 177        |
| 1985  | 239        |
| 1996  | 335        |
| 2004  | 275        |
| 2011  | 286        |

,

## Source
- (es) Cet article est partiellement ou en totalité issu de l’article de Wikipédia en espagnol intitulé « Santa Lucía del Este » (voir la liste des auteurs).